# 井関裕靖
井関 裕靖（いぜき ひろやす）は、日本の数学者、慶應義塾大学理工学部教授、理学博士。

## 経歴
- 1982年3月 慶應義塾普通部卒業[1]
- 1985年3月 慶應義塾高等学校卒業[2]
- 1985年4月 慶應義塾大学理工学部入学（Ⅱ系）[2]
- 1989年3月 慶應義塾大学理工学部数理科学科数学専攻卒業
- 1991年3月 慶應義塾大学大学院理工学研究科数理科学専攻修士課程修了
- 1992年3月 慶應義塾大学大学院理工学研究科数理科学専攻博士課程退学
- 1992年4月 東京都立大学 (1949-2011)理学部助手
- 1994年12月 慶應義塾大学博士（理学）
- 1995年4月 名古屋大学大学院多元数理科学研究科助教授
- 1997年4月 東北大学大学院理学研究科准教授
- 2010年4月 慶應義塾大学理工学部数理科学科教授 現在に至る